# FlashGet
FlashGet (trước là JetCar, theo chuyển tự từ cụm tiếng Trung 快车) là một phần mềm miễn phí có chức năng quản lý download cho Microsoft Windows. Trước đây nó là phần mềm trả tiền hay phần mềm quảng cáo, sau này đi kèm đối tượng hỗ trợ trình duyệt Internet Explorer (BHO).

## Chức năng
- Tích hợp với các trình duyệt Internet Explorer, Opera, Netscape, Mozilla, Mozilla Firefox, SeaMonkey, Avant Browser, Maxthon
- Tải nhiều file một lúc
- Tải một file từ nhiều nơi
- Tải phân mảnh
- Tích hợp internet bot
- Hỗ trợ ngôn ngữ
- Hỗ trợ HTTP, HTTPS, FTP, Microsoft Media Services, RTSP, BitTorrent và eDonkey kể từ bản 1.8.4[2] downloads

## Vấn đề riêng tư
Trước đó, FlashGet chứa phần mềm quảng cáo và đã được ghi nhận bởi các trình diệt adware, như XBlock. Nhưng danh sách hiện tại của XBlock đã không còn FlashGet, và giấy phép của phần mềm nói rằng đây là phần mềm miễn phí và không có quảng cáo.